# ソナタアルバム
ソナタアルバムは、古典派の作曲家（フランツ・ヨーゼフ・ハイドン、ヴォルフガング・アマデウス・モーツァルト、ルートヴィヒ・ヴァン・ベートーヴェン）の作曲したピアノソナタのうち、中級程度の演奏技術を要する作品の中でも特に代表的な作品を集めた曲集である。19世紀末、楽譜出版社のペータース社が選曲し出版した楽譜が普及したものであり、現在でもピアノ演奏の教材としてよく用いられている。原典版に準拠した日本語版の楽譜として、今井顕校訂の「ソナタ アルバム 第1巻、第2巻」（全音楽譜出版社）がある。これとよく似た曲集に初級者用の「ソナチネアルバム」がある。

## 収録曲
| 巻数  | 作曲者         | 番号   | 曲名※ハイドン作曲の（）内はランドン版の番号                 |
| ----- | -------------- | ------ | ----------------------------------------------------------- |
| 第1巻 | ハイドン       | 第1番  | ピアノソナタ第35(48)番 ハ長調 作品30-1 Hob. XVI:35          |
| 第1巻 | ハイドン       | 第2番  | ピアノソナタ第27(42)番 ト長調 作品14-1 Hob. XVI:27          |
| 第1巻 | ハイドン       | 第3番  | ピアノソナタ第37(50)番 ニ長調 作品30-3 Hob. XVI:37          |
| 第1巻 | ハイドン       | 第4番  | ピアノソナタ第36(49)番 嬰ハ短調 作品30-2 Hob. XVI:36        |
| 第1巻 | ハイドン       | 第5番  | ピアノソナタ第34(53)番 ホ短調 作品42 Hob. XVI:34            |
| 第1巻 | モーツァルト   | 第6番  | ピアノソナタ第16(15)番 ハ長調 K. 545                        |
| 第1巻 | モーツァルト   | 第7番  | ピアノソナタ ヘ長調 K.547a（偽作）                          |
| 第1巻 | モーツァルト   | 第8番  | ピアノソナタ第12番 ヘ長調 K. 332 (300k)                     |
| 第1巻 | モーツァルト   | 第9番  | ピアノソナタ第5番 ト長調 K. 283 (189h)                      |
| 第1巻 | モーツァルト   | 第10番 | ピアノソナタ第11番 イ長調 K .331 (300i)「トルコ行進曲付き」 |
| 第1巻 | ベートーヴェン | 第11番 | ピアノソナタ第19番 ト短調 作品49-1「やさしいソナタ」        |
| 第1巻 | ベートーヴェン | 第12番 | ピアノソナタ第20番 ト長調 作品49-2「やさしいソナタ」        |
| 第1巻 | ベートーヴェン | 第13番 | ピアノソナタ第25番 ト長調 作品79「かっこう」                |
| 第1巻 | ベートーヴェン | 第14番 | ピアノソナタ第9番 ホ長調 作品14-1                           |
| 第1巻 | ベートーヴェン | 第15番 | ピアノソナタ第10番 ト長調 作品14-2                          |
| 第2巻 | ハイドン       | 第16番 | ピアノソナタ第40(54)番 ト長調 作品37-1 Hob. XVI:40          |
| 第2巻 | ハイドン       | 第17番 | ピアノソナタ第49(59)番 変ホ長調 作品66 Hob. XVI:49          |
| 第2巻 | ハイドン       | 第18番 | ピアノソナタ第28(43)番 変ホ長調 作品14-2 Hob. XVI:28        |
| 第2巻 | モーツァルト   | 第19番 | ピアノソナタ第2番 ヘ長調 K. 280 (189e)                      |
| 第2巻 | モーツァルト   | 第20番 | ピアノソナタ第13番 変ロ長調 K. 333 (315c)                   |
| 第2巻 | モーツァルト   | 第21番 | ピアノソナタ第15(18)番 ヘ長調 K. 533/494                    |
| 第2巻 | モーツァルト   | 第22番 | ピアノソナタ第8(9)番 イ短調 K. 310 (300d)                   |
| 第2巻 | ベートーヴェン | 第23番 | ピアノソナタ第8番 ハ短調 作品13「悲愴」                     |
| 第2巻 | ベートーヴェン | 第24番 | ピアノソナタ第1番 ヘ短調 作品2-1                            |
| 第2巻 | ベートーヴェン | 第25番 | ピアノソナタ第14番 嬰ハ短調 作品27-2「月光」                |
| 第2巻 | ベートーヴェン | 第26番 | ピアノソナタ第12番 変イ長調 作品26「葬送」                  |

## 楽譜
- 音楽之友社版
- 春秋社版（小林仁による校訂）
- 全音楽譜出版社版
  - 原典版に基づく今井顕校訂版もある。
- 河合楽器製作所版